# Sztankován
Sztankován (szlovákul Stankovany) község Szlovákiában, a Zsolnai kerületben, a Rózsahegyi járásban.

## Fekvése
Rózsahegytől 15 km-re északnyugatra, a Vág jobb partján, 438 m magasan fekszik.

## Története
A település a 14. század végén, a 15. század elején keletkezett. Nevét Sztanka nevű első bírájáról kapta. 1425-ben „Stankovan” alakban említik először, ekkor Sztanka fia Péter volt a falu bírája. A likavai váruradalomhoz tartozott. 1625-ben a bíró két házzal rendelkezett a faluban, ezen kívül 5 jobbágy és 7 zsellérház állt még itt, melyekben 14, illetve 9 család élt. 1715-ben malma és 31 adózója volt. 1784-ben 71 házában 730 lakos élt.
A 18. század végén Vályi András így ír róla: „SZTANKOVÁN. Tót falu Liptó Várm. egy részét Rojko pod Sipomnak nevezik; földes Ura a’ Királyi Kamara, lakosai katolikusok, fekszik Rozenbergához 1 1/4 mértföldnyire; savanyú vize is van, határja néhol hegyes, legelője elég van.”
1828-ban már 138 háza volt 756 lakossal. Lakói főként juhtenyésztéssel, favágással, később mezőgazdasággal, kosárfonással, vászonszövéssel, tutajozással foglalkoztak.
Fényes Elek 1851-ben kiadott geográfiai szótárában így ír a faluról: „Sztankován, tót falu, Liptó vmegyében, 765 kath. lak., és egy kath. paroch. templom. Erdeje derék. Vizi malmok. – Egy felemelkedett helyen a Vághon felül van savanyu viz forrása, melly 30 öl kiterjedésü. Használtatik rühben, bőrviszketésekben, kelésekben, tagok szakgatásában. F. u. a kamara. Ut. p. Rosenberg.”
1899-ben nevét „Sztankófalvára” magyarosították. A trianoni diktátumig Liptó vármegye Rózsahegyi járásához tartozott.
1950-ben 50 ház és gazdasági épület égett le a településen.

## Népessége
| Év:            | 1994. | 2004.   | 2014.   | 2024.   |
| -------------- | ----- | ------- | ------- | ------- |
| Emberek száma: | 1297  | 1229    | 1196    | 1121    |
| Eltérés:       |       | -5,24 % | -2,68 % | -6,27 % |

| Év:            | 2023. | 2024.   |
| -------------- | ----- | ------- |
| Emberek száma: | 1125  | 1121    |
| Eltérés:       |       | -0,35 % |

1910-ben 1225, túlnyomórészt szlovák lakosa volt.
2001-ben 1234 lakosából 1226 szlovák volt.
2011-ben 1212 lakosából 1179 szlovák.

## Nevezetességei
- Római katolikus temploma 1898 és 1901 között épült neogótikus stílusban, a korábbi templom helyén.

## Külső hivatkozások
- Hivatalos oldal
- E-obce.sk Archiválva 2009. április 27-i dátummal a Wayback Machine-ben
- Községinfó
- Sztankován Szlovákia térképén